# خالد شاه
خالد شاه (انگلیسی: Khaled Shah) بازیکن هندبال اهل کویت بود.